# Музей «Арсенал» (Казанлык)
Музей «Арсенал» - музей в городе Казанлык.

## История
Музей машиностроительного комбината им. Фридриха Энгельса в городе Казанлык был открыт 18 октября 1974 года в связи с 50-летним юбилеем пребывания оружейного завода в этом городе (с момента перемещения Софийского арсенала из столицы в Казанлык). Изначально учреждение имело статус заводского музея, в 1980 году получило статус государственного политехнического музея, посвящённого истории развития и достижениям военной промышленности и военной науки Болгарии с 1878 года.
12 июня 1989 года машиностроительный комбинат был перерегистрирован как государственная компания «Арсенал», а 20 декабря 1991 года - преобразован в закрытое акционерное общество «Арсенал». В связи с переименованием предприятия, музей был переименован в музей «Арсенал». В 1994 году один из залов был переоборудован в выставку продукции компании «Арсенал».
В 1997 году два зала были реконструированы, а экспозиция была обновлена.

## Описание
Музей находится в отдельном двухэтажном здании, он состоит из фойе, трёх выставочных залов, служебных, складских и подсобных помещений общей площадью 610 квадратных метров.
В сентябре 2017 года в музее насчитывалось около 1000 экспонатов (оружие и его компоненты, боеприпасы, механизмы и приборы), а также архивные документы и фотоснимки.

## Экспонаты
- пять винтовок и карабинов системы Манлихера (ремонт которых ранее осуществлял завод)[2]
- хронограф "Буланже", использовавшийся для изменения начальной скорости пули (один из двух сохранившихся в Европе)[2]
- различные варианты автоматов Калашникова болгарского производства, в разное время выпускавшиеся заводом (в том числе, первый 7,62-мм автомат Калашникова, выпущенный в Болгарии)[4]
- экспериментальный пистолет Б-1300, разработанный на базе пистолета Макарова[4]
- пистолет Arsenal Р-М01, разработанный на базе пистолета Макарова
- 7,62-мм ручной пулемёт Калашникова[4] (выпуск которого освоен заводом)[1]
- 23-мм зенитная артиллерийская установка ЗУ-23-2[3] (выпуск которой завод освоил в 1983 году)[1]
- 9-мм пистолет-пулемёт "Шипка"[4]
- 40-мм револьверный гранатомёт "Лавина"[3]
- противотанковый гранатомёт РПГ-7[3] (выпуск которого освоен заводом)[1]
- 60-мм пехотный миномёт и 60-мм десантный миномёт (разработанные и выпускаемые заводом)[3]
- 5,45-мм автомат АК-74 и гладкоствольный карабин "Сайга-410" российского производства, подаренные М. Т. Калашниковым во время посещения музея в 1999 году[2]
- боеприпасы, в разное время выпускавшиеся заводом (патроны к стрелковому оружию различного калибра, их компоненты, ручные гранаты, а также 60-мм, 81-мм, 82-мм и 120-мм миномётные мины)[4]
- образцы продукции гражданского назначения, выпускавшейся заводом[2] (фрезерный станок, аккумулятор, стальные пластины, чугунные отливки...)[3]